# 不剌汗
不剌汗，又作不剌·锁鲁檀，金帐汗国可汗（1407年—1410年），帖木儿·忽格鲁特和沙迪别汗的兄弟，一说沙迪别汗的儿子。是被也迪古拥立上汗位以代替他兄长沙迪别汗。
不剌汗曾经参与出征立陶宛在位三年后被废黜。没有留下任何知名的子女。
| 前任： 沙迪别汗 | 金帳汗國君主 1407年—1410年 | 繼任： 帖木儿汗（帖木儿·忽格鲁特之子） |

## 家庭
- 父：帖木儿·灭里。
- 兄：帖木儿·忽格鲁特、沙迪别汗